# Vlado Tauzes
Vlado Tauzes (Ljubljana, 1932. október 22. – 2016. július 24.) jugoszláv-szlovén nemzetközi labdarúgó-játékvezető.

## Pályafutása

### Nemzeti játékvezetés
Nemzeti labdarúgó-szövetségének megfelelő játékvezető bizottsága minősítése alapján lett az 1. Liga játékvezetője.

#### Nemzeti kupamérkőzések
Vezetett kupadöntők száma: 1.

##### Jugoszláv labdarúgókupa
| Időpont         | Helyszín                       | Mérkőzés típusa | Mérkőzés                            | Eredmény | Nézők száma |
| --------------- | ------------------------------ | --------------- | ----------------------------------- | -------- | ----------- |
| 1977. május 24. | Crvene zvezde Stadion, Belgrád | döntő           | HNK Hajduk Split–Buducnost Titograd | 2 – 0    | 60 000      |

### Nemzetközi játékvezetés
A Jugoszláv labdarúgó-szövetség Játékvezető Bizottsága (JB) terjesztette fel nemzetközi játékvezetőnek, a Nemzetközi Labdarúgó-szövetség (FIFA) 1978-tól tartotta nyilván bírói keretében. Több nemzetek közötti válogatott és klubmérkőzést vezetett., vagy működő társának partbíróként segített. Válogatott mérkőzéseinek száma: 3.

#### Balkán-kupa
| Időpont        | Helyszín                        | Mérkőzés típusa | Mérkőzés         | Eredmény | Nézők száma |
| -------------- | ------------------------------- | --------------- | ---------------- | -------- | ----------- |
| 1978. május 5. | Augusztus 23. Stadion, Bukarest | csoportmérkőzés | Románia–Bulgária | 2 – 2    | 30 000      |

## Külső hivatkozások
- Vlado Tauzes. World Referee. [2012. október 12-i dátummal az eredetiből archiválva]. (Hozzáférés: 2015. szeptember 5.)
- Vlado Tauzes. eu-football.info. (Hozzáférés: 2015. szeptember 5.)
- Vlad oTauzes. romaniansoccer.ro. (Hozzáférés: 2015. szeptember 5.)
- Vlado Tauzes. serbianforum.org. (Hozzáférés: 2015. szeptember 5.)

| Elődje: Marijan Raus | Jugoszláv labdarúgókupa döntő 1977 | Utódja: Radmilo Ristić |